# Igreja de Sant'Agostino em Cremona

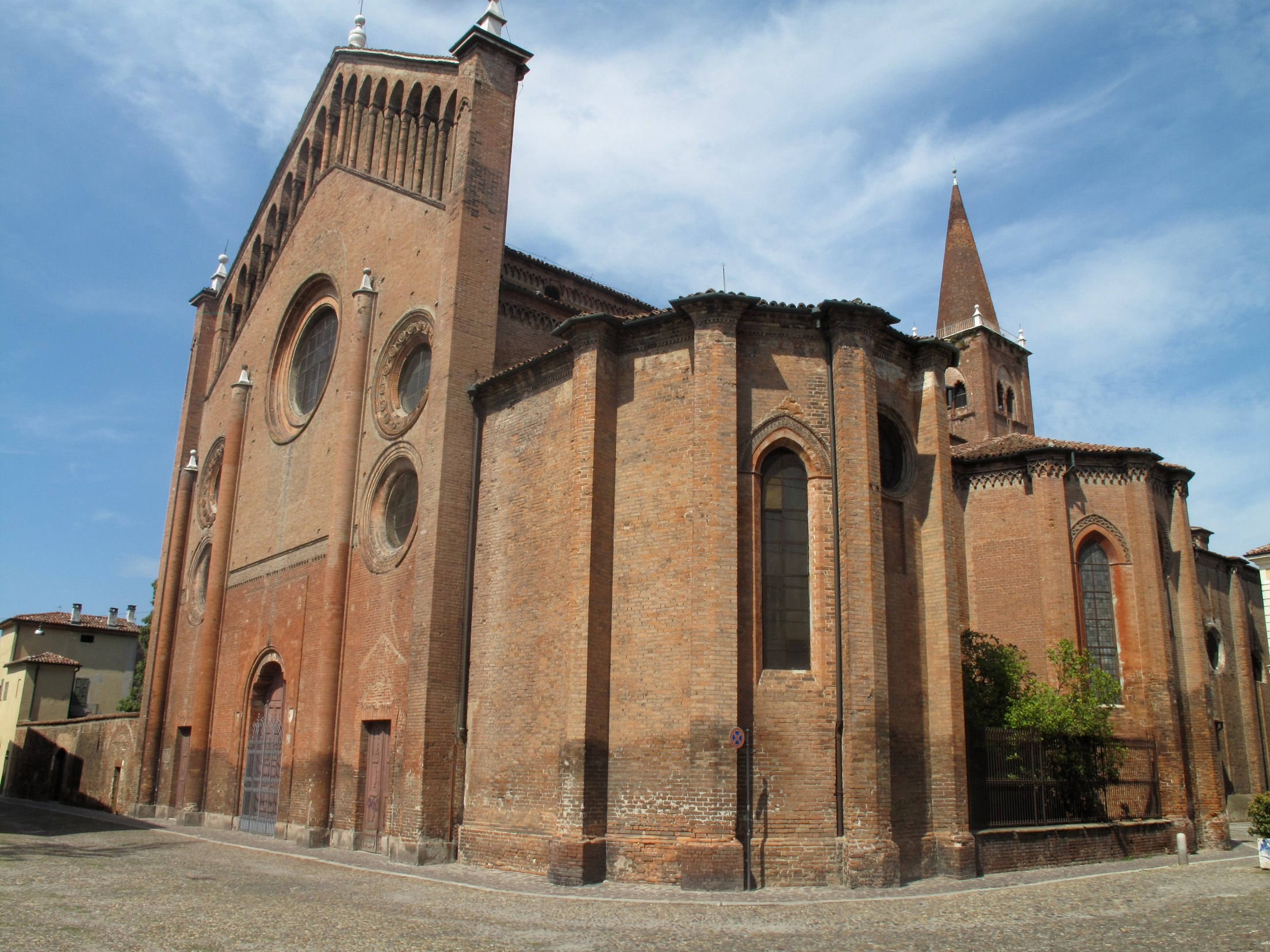
Igreja de Sant'Agostino em Cremona.

Sant'Agostino é uma igreja católica romana de estilo gótico localizada em Cremona, região da Lombardia, na Itália.

## História

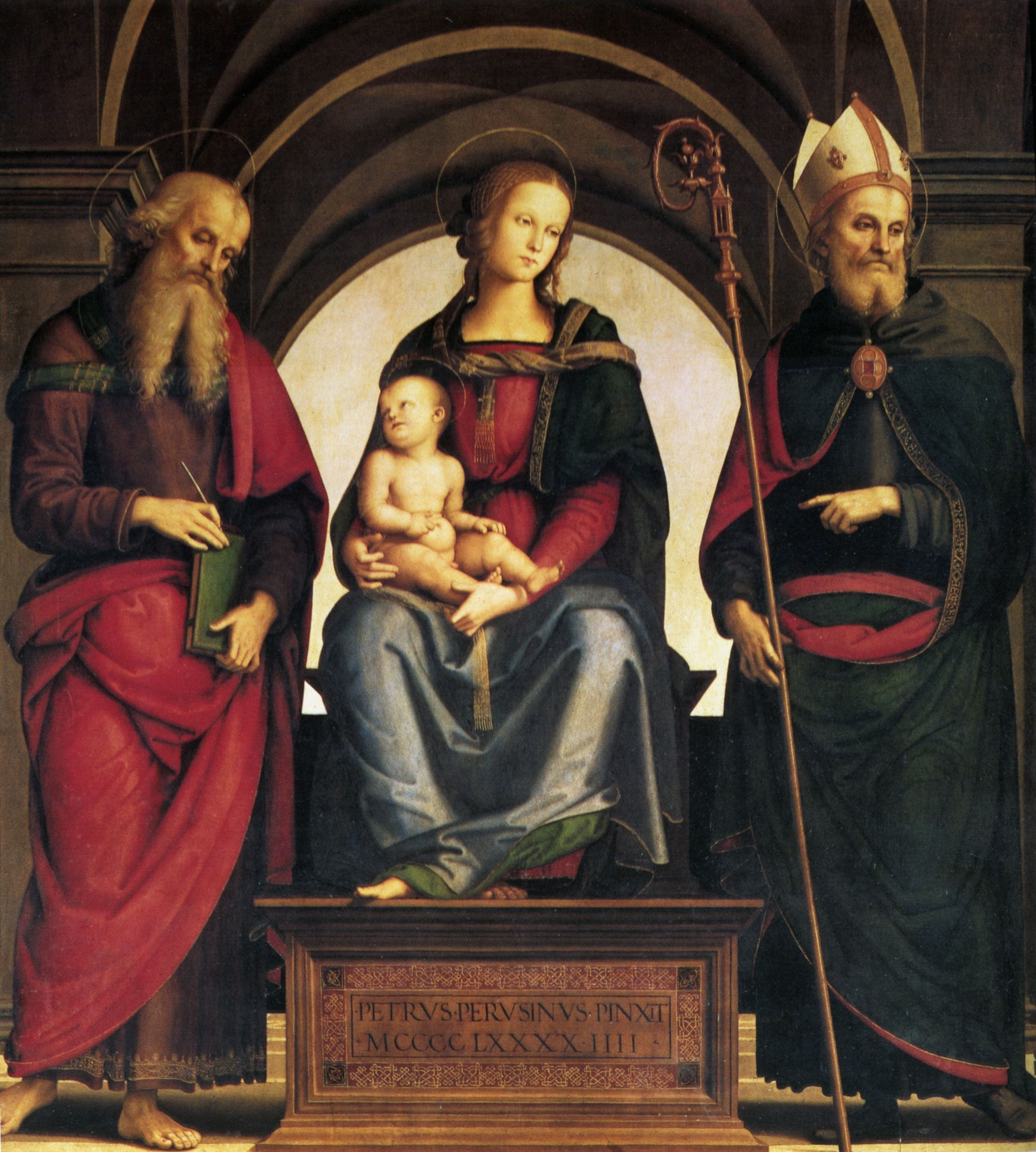
Retábulo de Perugino

A igreja de Sant'Agostino incorporou a igreja de San Giacomo em Braida, sendo erguida entre 1339 e 1345.  Outras reformas do interior ocorreram em 1553 e novamente em 1664. Fora anexada a um mosteiro eremítico de monges agostinianos, ocasião em que adquiriu ampla decoração, dentre as quais:  
- Bianca Maria Visconti e Francesco Sforza, Cappella Cavalcabò ou terceira capela à direita, de Bonifacio Bembo (afresco destacado originalmente da capela ducal)
- Madona e o Menino entronizados entre os Santos João Evangelista e Agostinho (1490), retábulo de Pietro Perugino
- Cappella della Passione di Cristo, 2ª capela à direita, grupo de estátuas representando a Paixão de Cristo (1666) de Giovanni Battista Barberini
- Retábulo-mor representando O Redentor doa seu sangue aos Doutores da Igreja (1594) de Andrea Mainardi .